# FM Para Ti
Radio Para Ti, es una estación radial chilena que trasmite en la zona sur de Chile, en las ciudades de Villarrica/Pucón y Valdivia. Pertenece a Grupo de Radios El Conquistador FM.

## Historia
Fue hermana de El Conquistador FM creada por la familia Molfino-Bürkert, el 21 de agosto de 1999 en reemplazo de Radio Manquehue, como una emisora musical de corte latino, en donde además emitían programas hablados dirigidos principalmente al público femenino. Su director artístico entre 1999 y 2003 fue el locutor y periodista Patricio Esquivel Lobos, quien antes desempeñó las mismas funciones en Radio Aurora. Radio Para Ti funcionó con su red satelital de 17 emisoras hasta el 31 de diciembre de 2006, siendo reemplazada por X FM. Como empresa figuró bajo el nombre de Radiodifusora Santa Lucía Ltda. y como medio de comunicación estuvo afiliada a la ARCHI.
Sin embargo, el sábado 1 de julio de 2017, el Grupo de Radios El Conquistador FM decide poner término a las estaciones locales de X FM de Villarrica/Pucón 95.3 MHz y Valdivia 102.9 MHz, relanzando nuevamente al aire Radio Para Ti, emitiendo todo ese fin de semana, como marcha blanca la discografía completa de Luis Miguel, bajo la voz del exlocutor de la Red Nacional de X FM Braulio Martínez, volviendo nuevamente la emisora con transmisiones el lunes 3 de julio de 2017, con el mismo corte musical romántico latino que la caracterizaba y cuyas emisiones se realizan actualmente desde sus estudios ubicados en Isla Teja, de la ciudad de Valdivia, mismos lugares donde se encuentran los respectivos estudios locales de Radio El Conquistador y las oficinas de las filiales de proyectos audiovisuales de esta emisora, tales como Scamúsica y Openchannels.

## Eslóganes

#### Primera etapa
- 1999-2001: Para Ti, para mi y para todos
- 1999-2000: Para Ti, la mejor música en español
- 2001-2003: Para Ti, la radio entretenida
- 2001-2003: La radio entretenida es Para Ti
- 2005: Para Ti, siempre en tus mejores momentos
- 2005-2006: Para Ti, más y mejor música

#### Segunda etapa
- 2017-actual: Radio Para Ti, al centro del corazón